# Jean Claude Fohrenbach
Jean Claude Fohrenbach (* 5. Februar 1925 in Paris; † 30. März 2009) war ein französischer Jazz-Tenorsaxophonist des Swing, später des Hardbop.

## Leben und Wirken
Fohrenbach erhielt Violin- und Klarinetten-Unterricht und begann 1945 als Profimusiker zu arbeiten. Er spielte u. a. mit Django Reinhardt („Minor Blues“, 16. April 1947, Blue Star Session) und trat vor allem in Paris, wie mit Bernard Zacharias et ses Solistes 1954, aber auch in Deutschland auf und begleitete in Frankreich weilende US-amerikanische Musiker wie Jonah Jones. 1948 entstanden erste eigene Aufnahmen im Quartett mit Kenny Clarke. 1955 gründete er eine eigene Band mit Bernard Vitet; auch gehörte er zu den Jack Diéval AllStars. Als Album unter eigenem Namen veröffentlichte er zunächst das 1954 eingespielte Fohrenbach French Sound (die gleichnamige Doppel-CD versammelt weitere Aufnahmen zwischen 1963 und 1978); 1973 erschien das Fusion-Album Electronic Band. 1996 entstand mit seinen Kompositionen das Album 4uatre Joue avec Jean Claude Fohrenbach. Weiterhin arbeitete er mit dem Saxophonquartett Quatuor Gabriel Pierné und mit Patrick Saussois zusammen. Zudem begleitete er den Chansonsänger Jean Ferrat.